# 米德爾福克鎮區 (密蘇里州梅肯縣)
米德爾福克鎮區（英語：Middle Fork Township）是位於美國密蘇里州梅肯縣的一個行政鎮區。

## 地方資料
米德爾福克鎮區的面積為92.41平方千米，當中陸地面積為91.82平方千米，而水域面積為0.59平方千米。根據2020年美國人口普查的數據，當地共有人口572人，而人口密度為每平方千米6.19人。